# Kmetec
Kmetec je priimek v Sloveniji, ki ga je po podatkih Statističnega urada Republike Slovenije na dan 1. januarja 2024 uporabljalo 563 ljudi in je 492. najbolj pogost priimek. Največ ljudi s tem priimkom, 427, živi v Podravski statistični regiji, kjer je po pogostnosti na 59. mestu.

## Znani nosilci priimka
- Andrej Kmetec, zdravnik urolog/androlog, prof. MF
- Božena Kmetec Friedl, knjižničarka, vodja Študijskega oddelka Knjižnice Ptuj
- Jože Kmetec (1911 - 1999), surdopedagog, šolnik
- Ksenija Petaros Kmetec (*1958), bibliotekarka, domoznanka (Mestna knjižnica Piran)
- Martin Kmetec (*1956), minorit, rimskokatoliški duhovnik, nadškof v Izmirju
- Marko Kmetec (*1976), nogometaš
- Tjaša Kmetec (*1977), balerina
- Tone Kmetec (1931/2 - 2011), narodnozabavni glasbenik: harmonikar, vodja ansambla
- Vera Stres (por. Kmetec) (1911 - 2006), surdopedagoginja
- Vojko Kmetec (*1950), farmacevt, univ. prof.